# Anna Konkle
Anna Ryan Konkle (* 7. April 1987 in Dallas, Texas) ist eine US-amerikanische Schauspielerin.

## Leben
Konkle wurde 1994 im texanischen Dallas geboren. Ihre ersten Auftritte hatte sie im Kurzfilm Last Call und trat anschließend vor allem in Fernsehserien auf. Bekannt wurde sie für ihre Hauptrolle als Tara Izikoff in der Serie Rosewood (2015–2017). 2019 startete ihre für Hulu produzierte Serie PEN15. Dort trat sie in der Rolle der Anna Kone auf und war außerdem als Executive Producerin und Drehbuchautorin tätig.

## Filmografie (Auswahl)
- 2013: Betas (Fernsehserie, 2 Episoden)
- 2014: Next Time on Lonny
- 2014: New Girl (Fernsehserie, Episode 4x05)
- 2015: Man Seeking Woman (Fernsehserie, Episode 1x06)
- 2015: Big Time in Hollywood, FL (Fernsehserie, Episode 1x07)
- 2015–2016: Maron (Fernsehserie, 4 Episoden)
- 2015–2017: Rosewood (Fernsehserie, 43 Episoden)
- 2016: The Escort – Sex Sells (The Escort)
- 2016: That’s What She Said
- 2017: Home – Zuhause bei Tip & Oh (Home: Adventures with Tip & Oh, Fernsehserie, 2 Episoden)
- 2017: Shameless (Fernsehserie, Episode 8x02)
- 2018: When Jeff Tried to Save the World
- 2019: Baskets (Fernsehserie, 3 Episoden)
- seit 2019: PEN15 (Fernsehserie, auch Drehbuchautorin)
- 2025: Murderbot (Fernsehserie, 2 Episoden)